# Staurogyne monticola
Staurogyne monticola är en akantusväxtart som beskrevs av Benoist.. Staurogyne monticola ingår i släktet Staurogyne och familjen akantusväxter. Inga underarter finns listade i Catalogue of Life.